# مقاطعات تحسين الأعمال في الولايات المتحدة
مقاطعات تحسين الأعمال هي مقاطعات محددة داخل مدينة تشرف عليها هيئة غير ربحية. في الولايات المتحدة، تُموّل مقاطعات تحسين الأعمال عادة عن طريق تقديرٍ ضريبي إضافي، ما يعني أن زيادة الضريبة تُحسّن من المنطقة. استُخدمت مقاطعات تحسين الأعمال في نحو 1000 مدينة رئيسية وبلدة صغيرة في جميع أنحاء الولايات المتحدة، بما في ذلك معظم المدن الرئيسية في الولايات المتحدة التي تملك مقاطعات تحسين أعمال متعددة. تملك مدينة نيويورك وحدها لديها 67 مقاطعة تحسين أعمال.

## خلفية
تُعد مقاطعات تحسين الأعمال من مبادرات القطاع الخاص لتحسين بيئة المناطق التجارية. تهدف الخدمات الممولة بواسطة مقاطعات تحسين الأعمال إلى تحسين الخدمات المتوفرة في المدينة، لا استبدال الأشغال العامة أو إدارات التنمية الاقتصادية. المقاطعات هي مناطق داخل البلدية يُفرض فيها شكل ما من أشكال إدرار الدخل بشكل قانوني لتوفير الخدمات للمنطقة، خدمات تتعدى تلك التي تقدمها خدمات البلدية والمقاطعات. يختلف تكوين مقاطعات تحسين الأعمال على مستوى كل ولاية على حدة، ويُشار إليها أيضًا باسم مناطق تحسين الأحياء، أو مناطق التحسين الخاصة، أو مناطق التحسين المحلية. اعتمادًا على النظام الأساسي للولاية، يمكن تمويل مناطق تحسين الأعمال بطرق متنوعة، بما في ذلك من خلال تقدير ضريبي أو ضريبة طواحين أو تمويل الضرائب التزايدية على الممتلكات، ثم إدارتها من قبل وكالة غير ربحية. توفر مقاطعات تحسين الأعمال مجموعة من الخدمات للحفاظ على المناطق نظيفة وإدارتها لتحسين مجموعة من الأنشطة ووسائل النقل ومظاهر الجمال في الأماكن العامة. أصبحت مناطق تحسين الأعمال معروفة على نطاق واسع بعد نجاحها في تحويل ميدان التايمز وميدان الاتحاد في مدينة نيويورك من أماكن مهجورة ومليئة بالجريمة إلى أحياء حيوية. تستند مقاطعات تحسين الأعمال إلى فرضية أن إنشاء مناطق تجارية جذابة سيؤدي إلى جذب المتسوقين وتوفير بيئة مواتية للأعمال التجارية المزدهرة.
ينص تقرير تعداد مقاطعات تحسين الأعمال لعام 2011 الصادر عن جمعية مركز المدينة الدولية على أن جميع الولايات الأمريكية باستثناء وايومنغ، بما في ذلك مقاطعة كولومبيا، فيها مقاطعة تحسين أعمال واحدة على الأقل. يشير تقرير جمعية مركز المدينة الدولية لعام 2011 إلى وجود أكثر من 1000 مقاطعة تحسين أعمال في الولايات المتحدة في ذلك الوقت. اعتبارًا من عام 2010، أقرت ولاية داكوتا الشمالية مشروع قانون مجلس الشيوخ 2356 لاستئناف القسم 40-22.1-01 من مجموعة قوانين القرن في ولاية داكوتا الشمالية للسماح بمقاطعات التقدير الضريبي الخاصة في الولاية.
في كثير من الأحيان، تُشكَّل مقاطعات تحسين الأعمال نتيجة لسعي مالكي العقارات في منطقة محددة للحصول على تمويل لمجموعة متنوعة من الخدمات، بما في ذلك خدمات حكومية مثل التنظيف والصيانة، وخدمات غير حكومية مثل التسويق والترويج أو التجميل، وتنفيذ استثمارات رؤوس المال. تحكم معظم الولايات بأنه يجب أن تكون مقاطعات تحسين الأعمال محكومةً من قبل مجلس إدارة يتكون من نسبة مئوية معينة من مالكي العقارات وأصحاب الأعمال والمقيمين في المنطقة، فضلًا عن الموظفين العموميين.

## الفوائد

### الحد من الجريمة
أظهرت الدراسات انخفاضًا في معدل الجريمة داخل حدود المقاطعة. وجدت إحدى الدراسات أنه كان هناك انخفاض بنسبة 12% في السرقة وانخفاض إجمالي الجرائم بنسبة 8% داخل حدود مقاطعات تحسين الأعمال في لوس أنجلوس. لا يوجد معيار متفق عليه للمساءلة بالنسبة لمنظمات إدارة مقاطعات تحسين الأعمال، لكنهم يخضعون للمساءلة بسبب القيود المفروضة على ما يمكن تخصيص ميزانية لأجله، ما يجعل مسألة إساءة استعمال السلطة أقل احتمالًا. يحد العدد الصغير من أصحاب المصلحة من مخاطر الفساد، إذ يراقب المزيد من الأفراد الأنشطة التي تديرها مقاطعات تحسين الأعمال.

### زيادة قيمة الممتلكات
كشفت دراسة عن مقاطعات تحسين الأعمال في نيويورك أن الملكيات التجارية داخل المناطق المعينة في مقاطعة تحسين الأعمال تُباع بنسبة 30.7% أكثر من العقارات المماثلة في نفس المنطقة ولكن خارج حدود المقاطعة. تشير هذه الدراسة إلى أن الآثار الإيجابية تزداد مع اتساع مقاطعات تحسين الأعمال، والتي تكون في الغالب على شكل مساحات مكتبية، مع ميزانيات أكبر.

## الانتقادات

### المساءلة
يساور منتقدي مناطق تحسين الأعمال قلقٌ حول وجود قيود قليلة في ما يتعلق بما ستموله إيرادات مقاطعات تحسين الأعمال. مع قيود محدودة، قد يُطلب من مالكي العقارات داخل المقاطعة تمويل الخدمات التي لا يريدونها أو يحتاجون إليها بالتحديد. في العديد من الأماكن، تُعتبر مقاطعات تحسين الأعمال منظمات مستقلة وليست مطالبة بتقديم تقارير مستفيضة إلى الحكومة المحلية أو أصحاب المصلحة. يمكن أن يكون هذا النقص في المساءلة مثيرًا للقلق بالنسبة للمقيمين وأصحاب العقارات الذين يدفعون الضريبة الإضافية.

### انتشار الجريمة
يشعر المنتقدون بالقلق أيضًا إزاء انتشار الجرائم التي قد تُغير وجهتها ثم تركيزها خارج مقاطعات تحسين الأعمال، خاصة في المدن الكبرى التي تحتوي على مقاطعات تحسين الأعمال التي تركز على الأمن ومنع الجريمة.

### شخص واحد صوت واحد
في قضية كيسلر ضد جمعية إدارة المنطقة الوسطى الكبرى، احتج المقيمون في مقاطعات تحسين الأعمال في مانهاتن بأن عملية انتخاب أعضاء مجلس الإدارة لم تكتمل بعدالة وفقا لمبدأ صوت واحد للشخص الواحد. عارض الحكم مطالبة المقيمين، قائلًا إن مقاطعات تحسين الأعمال يمكن أن يكون لها فئات تصويت مختلفة لأن النتائج غير متناسبة بين مالكي العقارات.

### سيطرة خاصة على الفضاء العام
قد يرى مالكو العقارات والأفراد داخل المقاطعة الذين يعارضون مقاطعات تحسين الأعمال أنها محاولةً لفرض سيطرة القطاع الخاص على المساحات العامة. بدون مساءلة الحكومة (الانتخابات)، يصعب على الجمهور إجراء تغيير في الإجراءات التي تسيطر عليها منظمة إدارة مقاطعات تحسين الأعمال.

## مقاطعات أو سلطات تحسين أخرى
مناطق تحسين السياحة في كاليفورنيا ومونتانا وواشنطن لديها قوانين تمكن مناطق تحسين السياحة، وهناك ولايات أخرى بصدد تطوير تشريعات مماثلة، بما في ذلك فلوريدا وكارولينا الجنوبية.
- هيئة التجديد الحضري
- هيئة تنمية مركز المدينة
- المقاطعات الخاصة
- مقاطعات التحسين العامة

## كارولينا الشمالية
ينص قانون ولاية كارولينا الشمالية على أسماء مقاطعات تحسين الأعمال، أو غيرها من مناطق فرض الضرائب على مقاطعات الخدمات البلدية. لا يمكن تمويل مقاطعات الخدمات البلدية أو مقاطعات تحسين الأعمال في ولاية كارولينا الشمالية إلا عن طريق ضريبة حسب القيمة، ما يعني أن المدينة يمكن أن تفرض ضريبة إضافية على جميع الممتلكات داخل المنطقة المحددة. تبدأ العملية التي تُشكَّل من خلالها مقاطعات الخدمات البلدية، أو مقاطعات تحسين الأعمال، بتحديد منطقة الخدمة. يجب أن يعبّر التقرير أولًا عن سبب احتياج المنطقة المقترحة إلى مزايا المقاطعة الخاصة، مقارنةً بباقي المدينة. يجب إعداد تقرير مع خريطة لحدود المقاطعة، وبيان الغرض من المقاطعة، وخطة لكيفية تشكيل المنطقة. ثم يفتح التقرير لجلسة استماع عامة، قبل اعتماد الخطة.

### أنواع مقاطعات الخدمة البلدية في ولاية كارولينا الشمالية
- مكافحة تآكل الشاطئ وأعمال الحماية من الفيضانات والأعاصير
- مشاريع إعادة إحياء وسط المدينة
- مشاريع إعادة إحياء المناطق الحضرية
- مشاريع التنمية الموجهة العابرة
- مشاريع الصرف
- أنظمة جمع مياه الصرف الصحي والتخلص منها بجميع أنواعها
- إضاءة تقاطعات الطرق السريعة الرابطة بين الولايات
- مرافق وقوف للسيارات خارج الشارع

- مشاريع تحسين مستجمعات المياه[13]

يُعرّف «إعادة إحياء وسط المدينة» وفقًا لقانون ولاية كارولينا الشمالية بأنه مشاريع تشمل، على سبيل المثال لا الحصر، تحسينات في أنابيب المياه والغاز والعواصف والصرف الصحي وخطوط الكهرباء والإضاءة المحسنة والشوارع والأرصفة (بما في ذلك حق الارتفاق والحق في المرور)، وبناء ممرات، أو مناطق مخصصة للمشاة أو مراكز للتسوق، ومسارات للدراجات، ومواقف للسيارات، وتخفيف الازدحام المروري. وتشمل التحسينات غير الملموسة الحد من الجريمة، والصحة العامة، وتحسين السلامة والصحة، وتعزيز الحيوية الاقتصادية للمنطقة. يمكن أن يشمل تنشيط وسط المدينة أيضًا رعاية الأحداث أو التسويق أو العروض الترويجية للترويج للمنطقة داخليًا وخارجيًا.